# 中嶋悟
中嶋 悟（なかじま さとる、1953年2月23日 - ）は、愛知県岡崎市出身の元レーシングドライバーで、有限会社中嶋企画代表取締役社長。身長165cm、体重60kg。血液型B型。
日本人初のF1フルタイムドライバーで、株式会社日本レースプロモーション（JRP）の取締役会長も歴任した。

## 経歴

### 生い立ち
愛知県岡崎市に、4人兄姉の末っ子として生まれる。生家は約300年続く農家。父親は航空母艦「雲鷹」で艦載機の整備兵をしていた軍人で、兄たちが戦死した後に農業を継いだ。
岡崎市立梅園小学校、岡崎市立葵中学校を経て、名城大学附属高等学校に進学。

### レースデビュー
高校在学中にレーシングカートを始め、数戦のレースに参加し優勝も経験。高校在学中に自動車運転免許を取得し、アルバイト先だったガソリンスタンドに就職。後に実兄が開業したガソリンスタンドに移り、そこで資金を稼ぎながら本格的なレース活動を開始する。1973年の鈴鹿シルバーカップ第1戦でレースデビュー（決勝3位）。1975年はベルコレーシングからFL500に参戦してシリーズチャンピオンを獲得。ただしこの頃は慢性的な資金不足にあえいでおり、中嶋の借金は5000万円近くになっており、1976年でレース活動を辞めようかと考えていた。ところが同年7月、鈴鹿サーキットで行われる2000ccマシンのGCレース「ビッグジョントロフィー」に参戦予定だった富士GCトップランカーの藤田直廣が富士スピードウェイ側の「鈴鹿に出場したレーサーは以後富士GCへは出場させない」という反発により代役が必要となり、この前年から中嶋の走りを見て気になっていた四国のエンジンチューナー松浦賢が藤田に「中嶋っていうFL500で速かった子がいる」と推薦。松浦はヒーローズレーシングのドライバー長坂尚樹に「中嶋って知ってる？」と尋ねると「ガソリンスタンドやってる岡崎の子です。すごくいい子ですよ」という言葉を聞いて起用を決め、初めて本格的な2000ccレーシングカーに乗ることが決定。このレースで4位と2000ccのレースで結果を出し、翌年から「最強チーム」との呼び声の高かったヒーローズレーシングへの加入につながる。中嶋はこの76年7月の2000cc初レースを忘れないと述べており「プレッシャーで、3日間ずっと虫歯でもないのに歯が痛くなっていた。車の速さも違うし、コーナーですぐ首に来ちゃうし、苦しかった。でもレースが終わったら歯も痛くないし、すごく緊張してたんだね。」と述懐している。この初のビッグレース出場を契機にレースを辞めなければいけないという危機的状況から抜け出した。1977年はノバ・エンジニアリングからFJ1300（のちのF3に相当）、ヒーローズからF2000（F2の前身）と2カテゴリーにフル参戦することになった。

### ステップアップ
1977年、前年の好走と松浦賢の推挙もあり、フル参戦の環境を掴んだ。FJ1300にノバ・エンジニアリングから、全日本F2000/鈴鹿F2000にヒーローズレーシングから全戦ダブルエントリーという参戦環境を得た。参戦資金の心配をせずに走りに集中できるようになった中嶋はこの年、特にFJ1300ではシリーズ全7戦でポールポジション、全周回トップという圧倒的な強さでシリーズチャンピオンを獲得する。1978年には全日本F2に参戦しつつ、イギリスF3にスポット参戦。鈴鹿開催でのF2成績を対象とした鈴鹿F2選手権でチャンピオンを獲得した。
なお1978年はイギリスF3に参戦する関係で、シーズン途中にモータースポーツライセンスを日本自動車連盟（JAF）発行のものからイギリスの王立自動車クラブ（RAC）発行のものに切り替えていたが、当時の全日本F2選手権では「外国ライセンスのドライバーはポイント対象外」との規定が設けられており、このため中嶋の後半2戦（第5戦・第7戦）の結果はポイント対象外となってしまった。この2戦で中嶋は共に2位に入っており、通常通りポイント獲得が認められていれば同年の全日本F2チャンピオンを獲得していた計算になるため、レースメディアで「幻のチャンピオン」と評されることがある。
ヒーローズでは先輩・星野一義と同等の争いを展開し、中嶋は「ナンバー1ドライバーは二人いらない」としてヒーローズからの離脱を決める。

### 国内トップカテゴリー

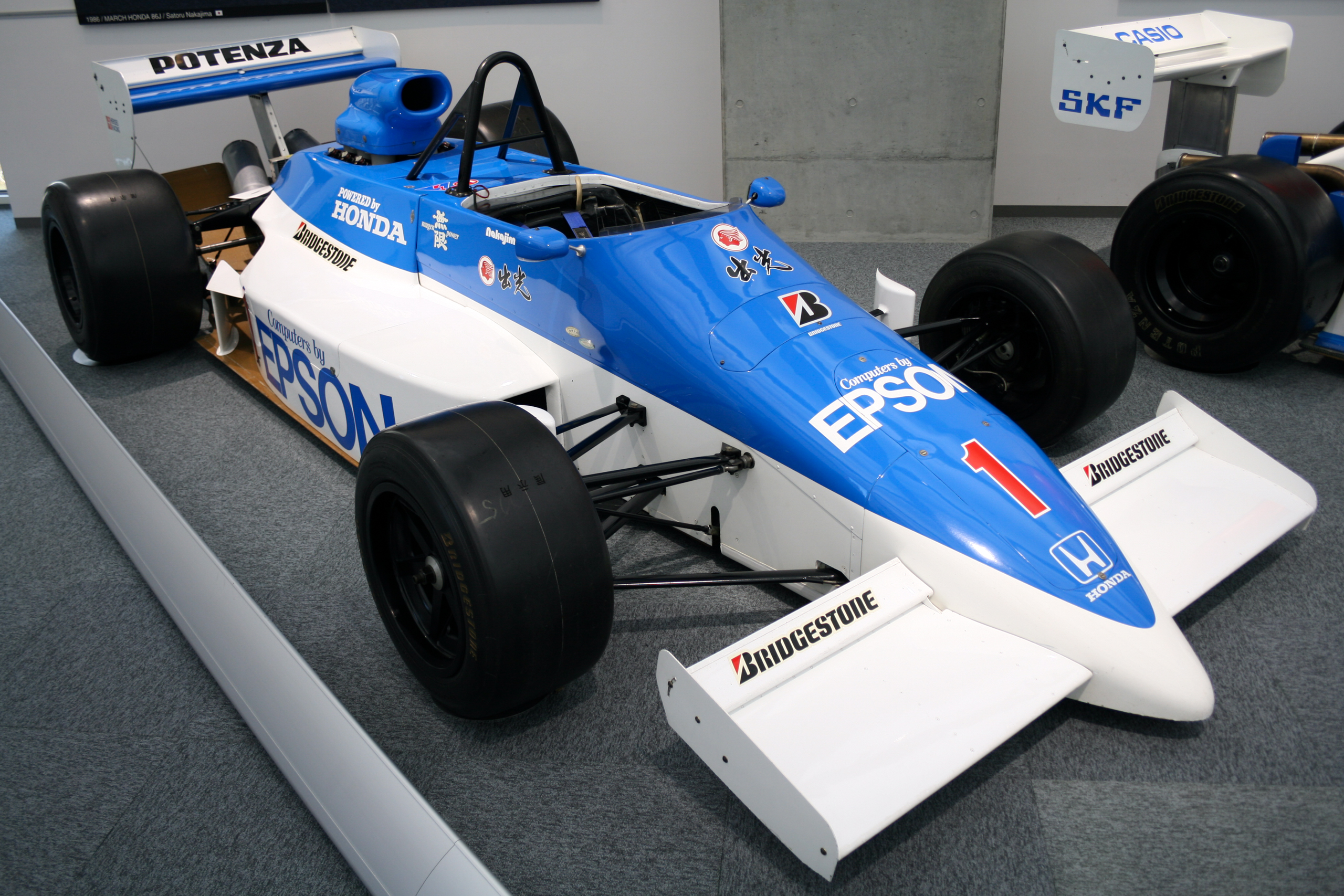
マーチ86J・ホンダ（1986年）

1979年、生沢徹が結成したi&iレーシングに移籍。生沢から「一緒にヨーロッパで戦おう」と言われたことが決め手となった。ただしヒーローズレーシングから強引に離脱し、引き抜かれる形でチームを移籍したため、ヒーローズ側の圧力により当時の全日本F2で最強エンジンと呼ばれたケン・マツウラレーシングサービス チューンのBMWエンジンの供給を受けられなくなった。チームメイトは既に国内タイトルを何度も獲得している高原敬武となった。同年と1980年の全日本F2では中嶋車にマシントラブルも多く発生し、成績が低迷する。富士GCシリーズでもF2と同じ理由でマツダエンジンを使用することになったが、こちらでは1979年にチャンピオンを獲得した。
1981年からは生沢の伝で、前年よりヨーロッパF2にエンジンサプライヤーとして復帰したホンダのワークスエンジン供給を受けられるようになり、同年と1982年には全日本F2選手権・鈴鹿F2選手権でシリーズチャンピオンを獲得。
生沢のチームに移ってから4年目の1982年、中嶋が生沢のチームに入った最大の目的であるヨーロッパF2選手権に参戦し、緒戦で2位表彰台を獲得するが、資金不足となり成績は下降。6月20日のホッケンハイムリンクでのレースを最後に遠征は打ち切られ、ヨーロッパから撤退。中嶋の「2回目のヨーロッパ」は2ヶ月間の5戦のみで終わってしまい、「確かに資金は無くなったが、中嶋にも活気がなくなって、彼のやる気が感じられなくなったからやめたという部分もあった」と言い分を語る生沢との関係も悪化した。チームの財政状況の悪さは、移動する飛行機代など雑費を中嶋自らが支払っていたという事に現れていた。中嶋は「生沢さんの所で3年、一生懸命やって来たのはヨーロッパに行きたかったから。やっと行けたと思ったら途中であっけなく終わっちゃって、それはないぜって感じだった。そのために一生懸命やって来たのにね」と心境を述べ、「人に頼っていてはヨーロッパに行けないとわかった。自分でやるしかない」と中嶋は決意する。生沢からは翌年も全日本F2を一緒に戦ってほしいと引き留められたが、生沢のチームを出ると決めていた中嶋は到底実現不可能な額の契約金をあえて要望して断念させた。その一方で、「生沢さんの所ではメインのこと（欧州フル参戦）はポシャちゃったけど、ホンダさんと知り合えてホンダエンジンを使えるようになったという副産物が得られた」と謝意も述べている。また、この時にはヨーロッパ遠征でほぼ使い切っていて無一文の状況だったとも述べており、「でも、自分でやるって言ってもどうやるのって感じ。カネが一銭も無いんだもの。ゼロからもう一回全部自分でやり直し」の状況だったという。
1983年、破格の契約金（当時3000万円と報道される。中嶋本人は後年に江川卓選手の年俸より高い金額だったと表現している。）を提示したハラダ・レーシングカンパニーに移籍する。「お金のために身を売ったのはこの時が初めてで最後」だと言う魅力的な額であったが、移籍の決め手の一つはハラダレーシングのオーナーから「ヨーロッパ」という言葉が出たからであった。
生沢のチームでの中嶋のドライビングを評価したホンダからは引き続きワークスエンジンの供給を受けていたが、シーズン序盤にして「またヨーロッパに行く」という願いはこのチームでは叶わないと認識してしまった中嶋とチームの関係は悪化し始め、ヨーロッパ行きどころでは無いばかりか、全日本F2でランキング4位に終わる。チャンピオンは生沢が中嶋の代わりに起用したジェフ・リースのものとなった。
同年に得た契約金を元手にし、中嶋は自らの会社中嶋企画を設立。目標であるヨーロッパに参戦するための準備を再構築し始める。
1984年、6年ぶりにヒーローズレーシングへ復帰。そのときに「車体はヒーローズが提供し、資金は中嶋企画がまかなう」という当時としては前例のない契約形態をとった。この時点でBMW勢より優位となっていたホンダエンジン、中嶋のテクニック、ブリヂストンタイヤのパッケージは全日本F2選手権シリーズを制圧し、以後1986年まで全日本F2選手権で3連覇を達成。実質的に中嶋に対抗出来た日本人レーサーは星野一義のみとなっていた。この時期についてF1デビュー後の中嶋が取材にて「日本では刺激を受けられなくなって、だから自然と、日本での安定した収入よりF1への挑戦と刺激を求めるようになっていた」と述べている。ただしホンダがエンジン供給しない富士GCシリーズでは依然としてケン・マツウラレーシングサービスチューンのBMWエンジンの供給を受けられず、1984年の同シリーズでは全4戦を星野が全勝、中嶋は全て星野に次ぐ2位で未勝利と劣勢であった。

### F1テストドライバー
F1マシンのドライブは、1982年に全日本F2の一戦である「JPSトロフィー」で優勝した副賞として、当時JPSがメインスポンサーだったロータス・92のテストを行ったのが最初の機会だった。
その後、前述のホンダとの良好な関係により1984年からはホンダF1のテストドライバーを務めるようになり、当時ホンダがターボエンジンを供給していたウィリアムズ・FW10をテストドライブするようになった。のちのF1デビュー後にはこの際の経験が生かされることとなった。

### WEC
1985年と1986年にはトムス・トヨタに乗りル・マン24時間レースや世界耐久選手権（WEC）にも参戦。特に1986年の「WEC in Japan」（富士スピードウェイ）ではトムス・86C/トヨタを駆り予選トップタイムをマークしたが、「Tカーで記録されたタイムのためにタイムは無効」とされ、ポールポジションを獲得することはできなかった。決勝は9位。

### 国際F3000
1986年、F1で勝利を挙げ始めたホンダのサポートを受け、全日本F2選手権へ参戦しつつ、国際F3000選手権にも参戦した。中嶋は生活拠点をロンドン郊外へと移しベースを築きながら国際F3000を転戦し、全日本F2のためその都度帰国するスタイルの1年となった。このため、長らく参戦してきた富士GCへの参戦は休止した。これは、F1へのステップアップのために国際的な実績を積むためと、当時のスーパーライセンス発給基準は「実質的に国際F3000選手権に1シーズン出場しているか、イギリス、フランス、ドイツ、イタリア、日本、南アフリカのF3選手権の現チャンピオンか、前年のF1世界選手権に5回以上スタートしている」となっていた為であった。ホンダからのサポートは受けていたが、欧州に立つ時点で翌年F1に行ける確約を得ていたわけではなく、中嶋は「国内F2に参戦していたのはこの国際F3000への遠征資金を捻出するためだし、チャンスは自分で作らないとダメなんだ。F1は所詮ヨーロッパの物だから、すべてを捨てて海外へ出る覚悟みたいなものが無いと（F1が現実的な話にならない）。」という考え方により欧州参戦に至っていたが、朗報は中嶋が考えているよりも早い時期に訪れた。
7月初旬のある日、中嶋は当時ホンダF1総監督だった桜井淑敏に呼び出され、その場で「翌シーズン、ホンダがロータスにエンジンを供給することが決まり、それに伴いロータスが中嶋と契約したいと言っている」と聞かされる。それ以前にもアロウズやトールマンからF1参戦の誘いはあったが、いずれも数百万ドル単位の持ち込みスポンサーが必要であったのに対し、ロータスは「持ち込みスポンサー不要で逆に契約金を払ってくれる」という好条件だったため、中嶋は契約を即決した。背景には、ホンダ社内で「F1参戦のための予算を削減する」案が浮上していたことがあり、桜井には中嶋をロータスに乗せることで予算削減を阻止する狙いもあった。
同年8月5日、ホンダ主催による「87HONDA F1新体制記者会見」がホテルセンチュリーハイアットにて開かれ、中嶋が来季チーム・ロータスからF1デビューすることが発表された。中嶋の引退後の回想によると、「この年に自分がヨーロッパに行くと決めて実際に参戦するという行動に移したら、急に話が動き始めてF1に乗れることが決まった」と述べており、まだ公式発表前の段階で中嶋のロータス入りを知ったアイルトン・セナ（ロータス所属）がF3000のスタートグリッドの中嶋の所にやってきて「来年よろしく」と言いに来たりしたので、ようやくこれは本当なのかもと実感できたという。中嶋はこの8月の会見の壇上で「今まで国内で応援してくださったファンの皆様にお会いできなくなりますが、精いっぱい力を出して頑張ります」「世界一流のドライバー、世界最高の車で争う中で僕が戦うというのは、たぶん大変なことと思います。日本人として、ホンダエンジンユーザーとして、チーム・ロータスのドライバーとして恥ずかしくない戦いをしたい」と述べた。これは公式会見でレースを知らない多くの人も見ると意識した発言で、この3日後にF2トレーニング走行のため富士スピードウェイにいた中嶋は今宮純の取材に対して「やってみなきゃ全然分かんないよ(笑)。F1での2年目くらいからいいとこ行く奴はいるけど、初年度から3番以内に入れた奴が何人いるのか。初年度で6位以内に入れればいいんじゃない。もし、入れるのならね。あのF1のグリッドにいることがとんでもないことだからさ。」「ちゃんとわかってる人はそんなふうには見ないけど、いきなりピケやセナと一緒にされちゃって、1、2回見ただけで中嶋は通用しなかったじゃないかと記事にされたら堪らないけどね。俺はここまで来るのに10年かかって来たのに、1、2レースで判断されたら、この野郎って気がするよ。そういうマスコミなら喋らない方がいいんだろうね。」との本音を述べている。
国内のF2選手権とヨーロッパでのF3000同時参戦という過密スケジュールに加え、初コースや時差に戸惑いながらも堅実な走りを見せ、オーストリア(エステルライヒリンク)での決勝4位を最高位とし数回の入賞を記録。国際F3000ランキング10位という結果を残した。

## F1時代

### 日本人初のフルタイムF1ドライバー
34歳にしてタイのプリンス・ビラに次ぐアジア人として2人目、日本人初のフルタイムF1ドライバーになる。1987年の開幕戦（ブラジルGP）で名門チームのロータス・ホンダよりデビューを果たし、1991年で引退するまでの5年間、ホンダと、F1初年度のチームメイトであったアイルトン・セナと共に、当時バブル景気で沸いていた日本にF1ブームを巻き起こした。
F1での生涯成績は、出走回数80回（決勝出走回数74回）、予選最高位6位（2回/1988年メキシコGP・1988年日本GP）、決勝最高位4位（2回/1987年イギリスGP・1989年オーストラリアGP）、ファステストラップ1回（1989年オーストラリアGP）、総獲得ポイント16点であった。

### 1987年

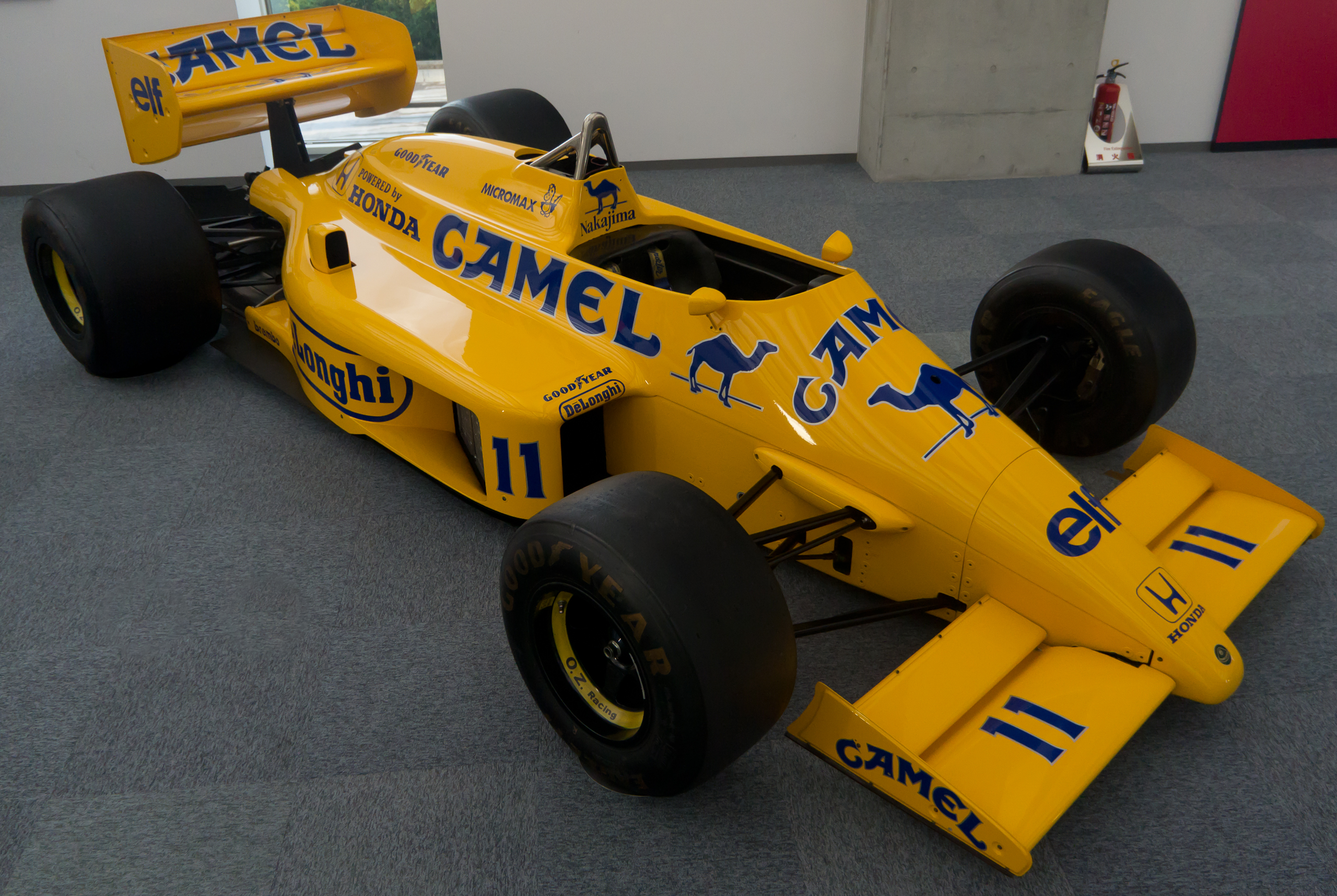
ロータス99T・ホンダ

1984年からホンダエンジンを搭載したF1マシンのテストドライバーをつとめた後に、この年の開幕戦ブラジルGPでロータス・ホンダよりF1デビューを果たし、7位で完走した。この年は慣れない初コースがほとんどの上、99Tに搭載されていた新技術であったが、構造が複雑かつ信頼性が低いアクティブサスペンションの熟成不足に苦しめられ予選で6-7列目の中団に埋もれる場面が多く見られたほか、細かなマシントラブルに苦しめられたが、4位1回、5位1回、6位2回の合計7ポイントを獲得し、グレーデッド・ドライバー（Graded Driver / 年間で複数回入賞したドライバーに与えられる名誉）の仲間入りを果たした。なおこの年のチームメイトは、後のワールドチャンピオン、アイルトン・セナであった。F1参戦を機にロータスのファクトリーがイギリス(ノーフォーク)にあることから、中嶋がベースを築いていたロンドン郊外に家族も呼び寄せて移住した。
F1では若いカーナンバーがチームのエース・ドライバーに与えられることが多いが、新人の中嶋がカーナンバー11、すでにF1で勝利実績のあるセナがカーナンバー12であった（これはセナが1985年のロータス加入時にエリオ・デ・アンジェリスのセカンドドライバーとして12番をつけ初優勝を記録していたため気に入っていた。マクラーレンに移籍した1988年も12であった）。
4位に入賞したイギリスGPでは、ホンダエンジン車による1-4位独占の一角を占めたほか、地元の日本GPでも、ベネトンのブーツェンやファビ、ブラバムのパトレーゼらと終始争い「中嶋返し」や「大外刈り」と呼ばれる鈴鹿サーキット1コーナーでのアウト側からの追い抜きを2回も決めて6位に入賞した。
マシンに関しては、大きな成果を挙げることができなかったため同年限りでアクティブサスペンションの実戦使用を中止した。だがロータスは長い期間アクティブサス開発に注力したこともあり、パッシブサスペンションや空力、トランスミッション等の開発が立ち遅れ、翌年以降の低迷期に入る。同シーズンは中嶋のマシンにのみ、車載カメラが予選・決勝とも搭載されたなどハンデもあったが、セナが2勝のトータル57ポイントに対して中嶋は7ポイントとポイント差は大きかった。
- マシン：ロータス 99T・ホンダ
- チームメイト：アイルトン・セナ
- 獲得ポイント：7
- 最高位：4位（イギリスGP）

### 1988年

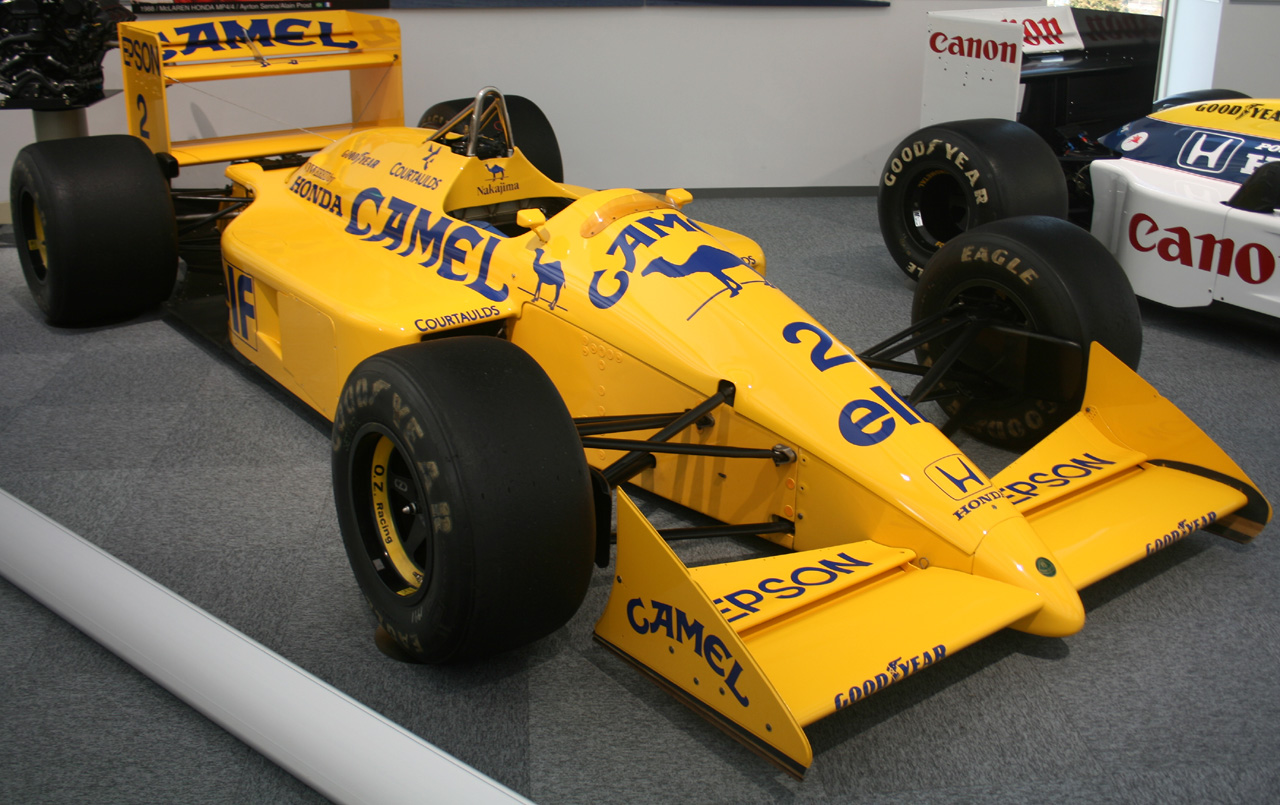
ロータス100T・ホンダ

前年度のワールドチャンピオンであるネルソン・ピケがウィリアムズからロータスへ移籍することとなり、それに伴って中嶋が入れ替わりでウィリアムズに移籍する話が持ち上がったが、ウィリアムズ側がそれを断ったため、前年と同じくロータスをドライブすることとなる。
この年は欧州のコースや環境への慣れもあり、予選でピケに並ぶタイムを幾度か出したほか、ターボエンジンが優位性を持つメキシコGPや、コースを熟知していた日本GPにおける二度の予選6位、雨のセッションとなったベルギーGP予選2日目にそのセッション2位のタイムを出すなど、たびたび予選トップ10に食い込む活躍を見せた。一方で市街地コースであるモナコGPとアメリカGPでは初の予選落ちを喫したが、決勝レースでもトップ10内フィニッシュを繰り返し、特にメキシコGP序盤のフェラーリ2台を従えてのレースや、予選で前後に着くことが多かったウィリアムズやベネトンとバトルを繰り広げることもあった。
しかしマシントラブルによるリタイアも多く、開幕戦のブラジルGPで6位に入賞した以降は入賞することなくシーズンを終え、前年に続いてチームメイトとのポイント差が大きかった（ピケ20ポイント獲得に対し中嶋は1ポイント）。
ロータスは中嶋をセカンドドライバーと明確に割り切っていたため、チームの中嶋とピケに対する待遇差は大きかったが、ベルギーGP序盤で6位走行のピケを従えて中嶋は5位を走行。ほどなくしてピケに抜かれるという場面があったが、これはチームオーダーによるものではなく、自らのシフトミスの結果であったと中嶋はドライビング・ミスを認めている。
日本GPでは、予選初日に母の死去を知らされるという最悪の精神状態であったが、自身の予選最高位である6位を獲得。しかしポールポジションのセナとともにスタートでエンスト、大きく出遅れたあと鬼神の追い上げで入賞まで後一歩の7位まで挽回してみせた。レース後のフジテレビのインタビューで中嶋は「スタートでエンストしたけど、誰かが後ろから押してくれた気がした」とコメントを残した。後年新聞社の取材を受けた中嶋は「地元表彰台を目指して突っ走りそうな気配を心配したおふくろが、天国からエンジンを止めて、それで終わったらかわいそうだからすぐに押してくれた。あのときエンストしないで突っ走っていたら、別の事故に遭ったかもしれない。おふくろがそれを防いでくれたんだと思うようにしている。」と語っている
シーズン序盤に同年をもってロータスへのホンダエンジン供給終了が決定されていたため、中嶋のロータス離脱も決定的に見られていた。実際、アロウズと交渉を重ね契約寸前まで行っていたが、アロウズのメインスポンサーであるアメリカの損害保険会社、USF&Gがアメリカ人のエディ・チーバーの継続起用を望んだことから最終合意には至らなかった。結果的にロータスとの1年間の契約延長に合意。契約延長が発表された最終戦のオーストラリアGPで中嶋は初めてTカーを与えられたが、ロータスが中嶋に対してTカーを与えたのはこの時が最初で最後であった。
- マシン：ロータス 100T・ホンダ
- チームメイト：ネルソン・ピケ
- 獲得ポイント：1
- 最高位：6位（ブラジルGP）

### 1989年

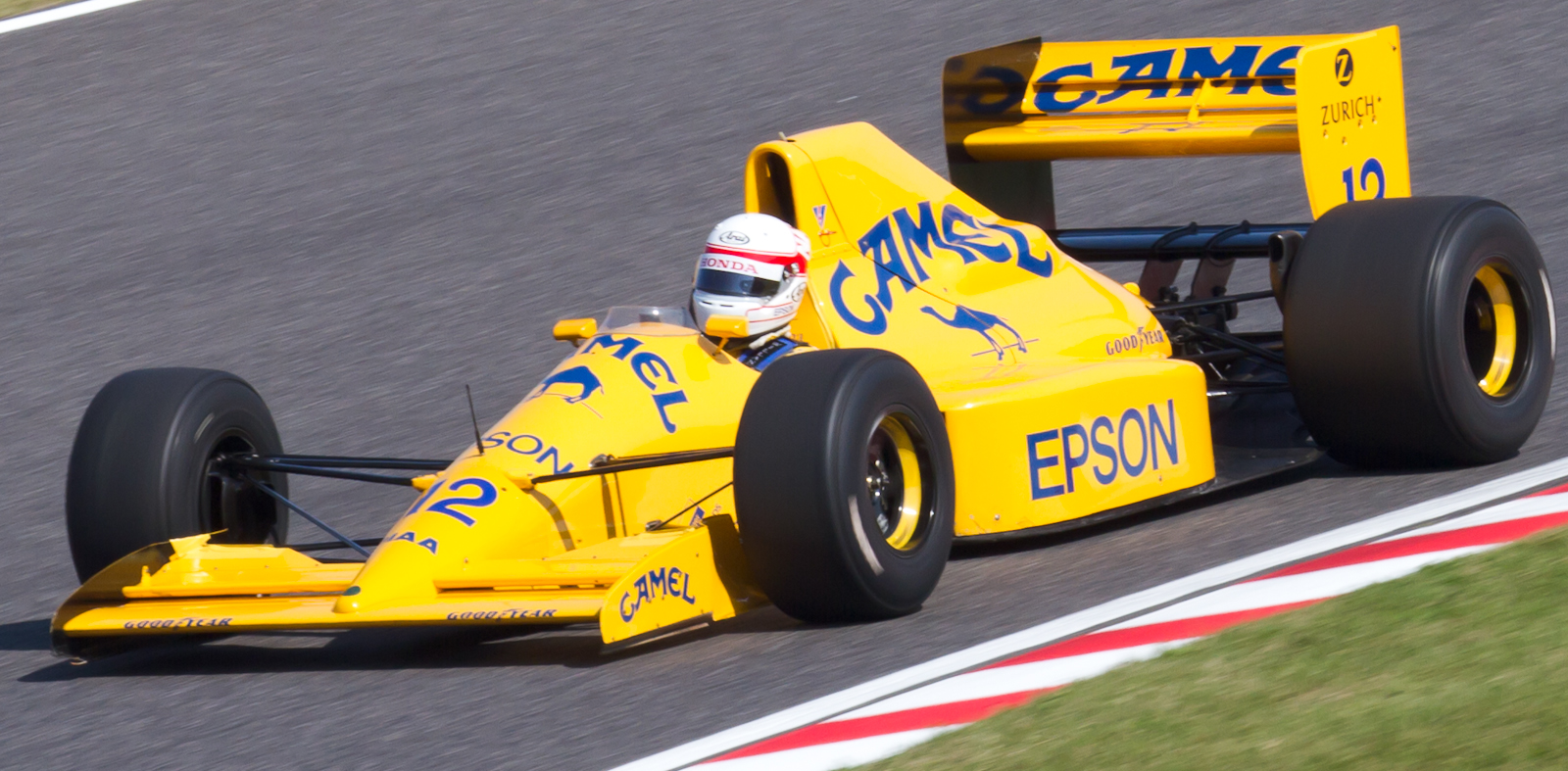
ロータス・101・ジャッドを駆る中嶋悟。
（※：2011年日本GPのイベント走行にて。）

ロータスでの3年目を迎えたが、エンジンは非力なカスタマー仕様のジャッドV8に変わり、メーカー系ワークスエンジンを持つトップ4チーム（マクラーレン・ホンダ、ウィリアムズ・ルノー、フェラーリ、ベネトン・フォード）よりマシンのパワーは劣っていた。また、シーズン中にティックフォード・チューンの5バルブ仕様を投入する予定だったが、トラブルが頻発したため、実戦ではフランスGPで投入されただけに留まり、モナコGPでは予選セッション中の抜き打ち車検にてリアウィングが規定よりも大きく、それを急遽鋸でカットするという名門とは思えぬ対応を見せるなどチーム・ロータスは下降期となっていた。シーズン半ばにはチームの経営陣が総入れ替えするなど、チームの混乱が続いた。
シーズンを通してピケ・中嶋ともに予選、決勝ともに中位以降に沈む事が多かったが、チームメイトのピケはシーズン中盤に新型エンジンが投入されたことで、連続入賞を果たすなど戦闘力に劣るマシンながら元ワールドチャンピオンの意地を見せ、中嶋もイギリスGP、ドイツGPやポルトガルGPなどで好走を見せたこともあった。なお、昨年予選、決勝ともに中嶋が上位争いをしたシーズン中盤のベルギーGPでは予選初日に上位に顔を覗かせたが、結局ピケと共に予選落ちを喫する結果となった。エントリーしたマシンが全て予選不通過となったのは、長い歴史を誇るロータスのチーム史上初の屈辱であった。なお、この年の中嶋は既にモナコGP、カナダGPでも予選落ちを経験しており、これがシーズン3度目の予選不通過であった。
この年の中嶋とロータスにとって最大の見せ場となったのが最終戦のオーストラリアGPであった。中嶋は激しい雨が降る中、後方23位からスタートし、1周目にスピンし最下位まで落ちたものの、スピンやクラッシュで自滅するマシンも多い中で序盤から次々順位を上げ、レース中盤以降には、ワークスのルノーエンジンを搭載し、性能に勝るマシンで3位を走行するリカルド・パトレーゼのウィリアムズ・ルノーを追い回した。スリップストリームに入るとエンジンが（前のパトレーゼのマシンが巻き上げた）水煙を吸い込みミスファイアを起こすという症状が発生。結局パトレーゼを抜くことはできず、レギュレーションによる2時間の時間制限により規定周回数前にレースが終わってしまったが、自身にとって初であり、同シーズンのロータスにとっても初のファステストラップを記録し（ちなみにロータスとしては最後のファステストラップとなった）、自己最高位タイの4位に入賞した。このファステストラップは2012年中国GPで小林可夢偉が記録するまでの23年間、F1において唯一アジア人ドライバーが記録したファステストラップだった。
- マシン：ロータス 101・ジャッド
- チームメイト：ネルソン・ピケ
- 獲得ポイント：3
- 最高位：4位（オーストラリアGP）
- ファステストラップ：1回（オーストラリアGP）

### 1990年

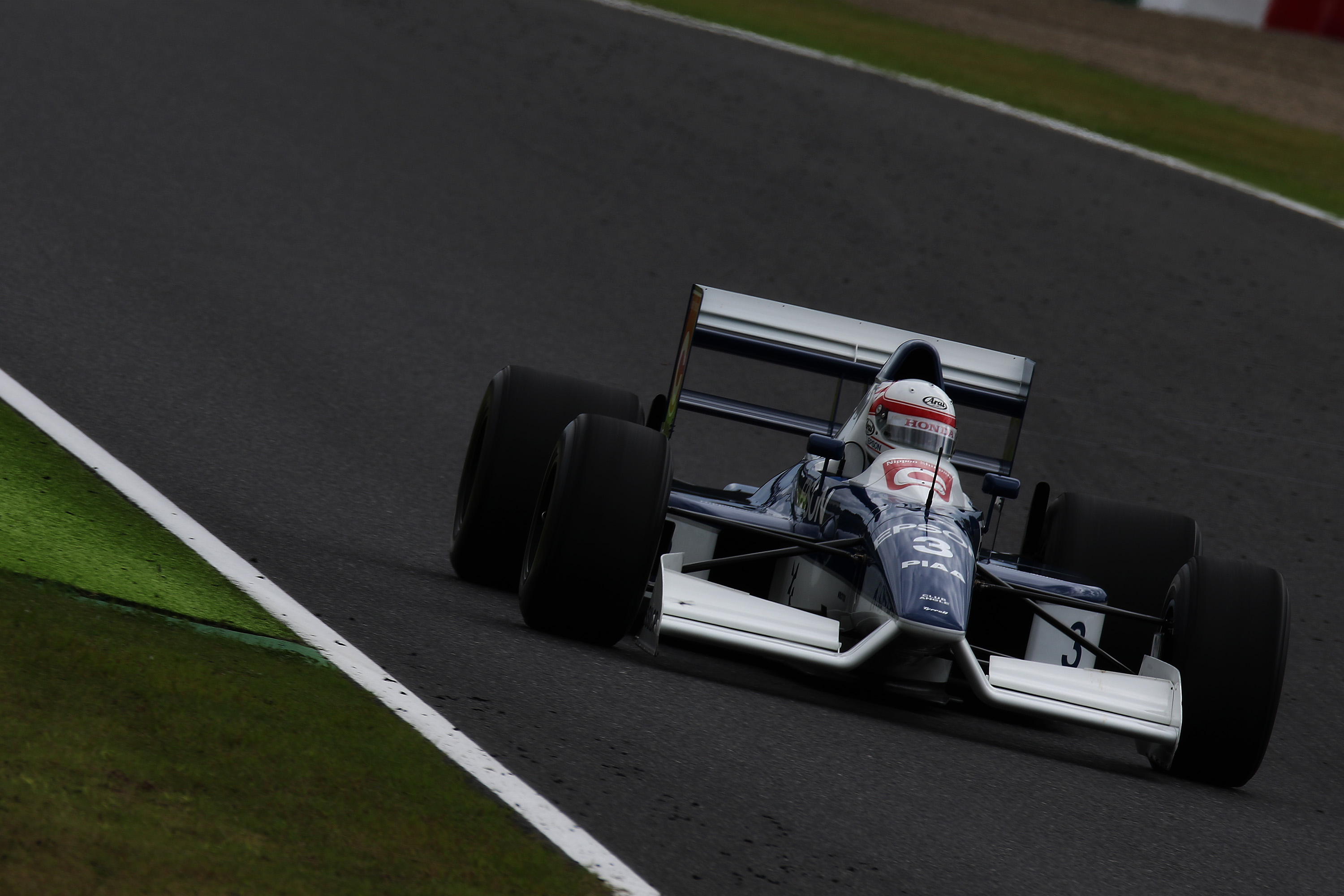
中嶋がデモ走行するティレル・019（2015年）

前年は途中で監督のピーター・ウォーがチームから去るなど、さらに体制が悪化することが予想されるロータスに見切りをつけ、夏よりアロウズやティレル、オニクスなど複数の中堅チームと移籍交渉を行い、ティレルに移籍することになった（なおピケもロータスを去りベネトンに移籍した）。ティレルもカスタマー仕様のV8エンジンを搭載するかつての強豪チームだったが、チームオーナーであり監督のケン・ティレル以下、中堅チームとして堅実に運営されているチームだった。
開幕前のヘレステストでは走行中にリアウィングが脱落するアクシデントでひやりとさせたが、1990年序盤に使用したティレル・018はバランスが優れたマシンであり、開幕戦アメリカGPでウィリアムズのパトレーゼやブラバムのステファノ・モデナとのバトルを経て6位入賞を果たした。新車019がデビューしたサンマリノGPはスタート直後にイヴァン・カペリと接触し、マシンが2つに折れる大クラッシュに遭うが無傷で生還した。
その後、シーズン中盤では6連続リタイアを喫するなど、たび重なるマシントラブルに見舞われ、完走5回という完走率の低いシーズンとなった。ポルトガルGPでは発熱のため、自身のレースキャリアで初となる病欠も経験したが、イタリアGPと日本GPで6位入賞し、3回の入賞で3ポイントを獲得した。019はF1に初めて本格的なハイノーズを導入した画期的なマシンであったが、中嶋は前年型である018のハンドリング特性をより好んでいた（「確かに018よりタイムは出るけど、019に変わって色々悩んじゃってるんだ。特にコーナー出口のトラクションの感じが気になる。018よりなんか乗りにくいんだよねぇ」と語る）。なお、デビューした去年からティレルで走るチームメイトのジャン・アレジは、アメリカGP・モナコGPと2度の2位表彰台を含む3回の入賞を果たすなどセンセーショナルな活躍を見せ、1991年はフェラーリへ移籍することになった。
ケン・ティレルは中嶋にアレジのような一発の速さはないものの、レースを通じての安定した走りや、ロングランでのタイヤテスト・決勝用タイヤの皮剥きのための走行など、チームに不可欠かつ地味な作業を黙々とこなす点、そして何よりもマシン開発能力やセッティング能力などに高評価を与えており。翌1991年もティレルに残留することが早くから決まった。
- マシン：ティレル 018・フォード、019・フォード
- チームメイト：ジャン・アレジ
- 獲得ポイント：3
- 最高位：6位（アメリカGP、イタリアGP、日本GP）

### 1991年

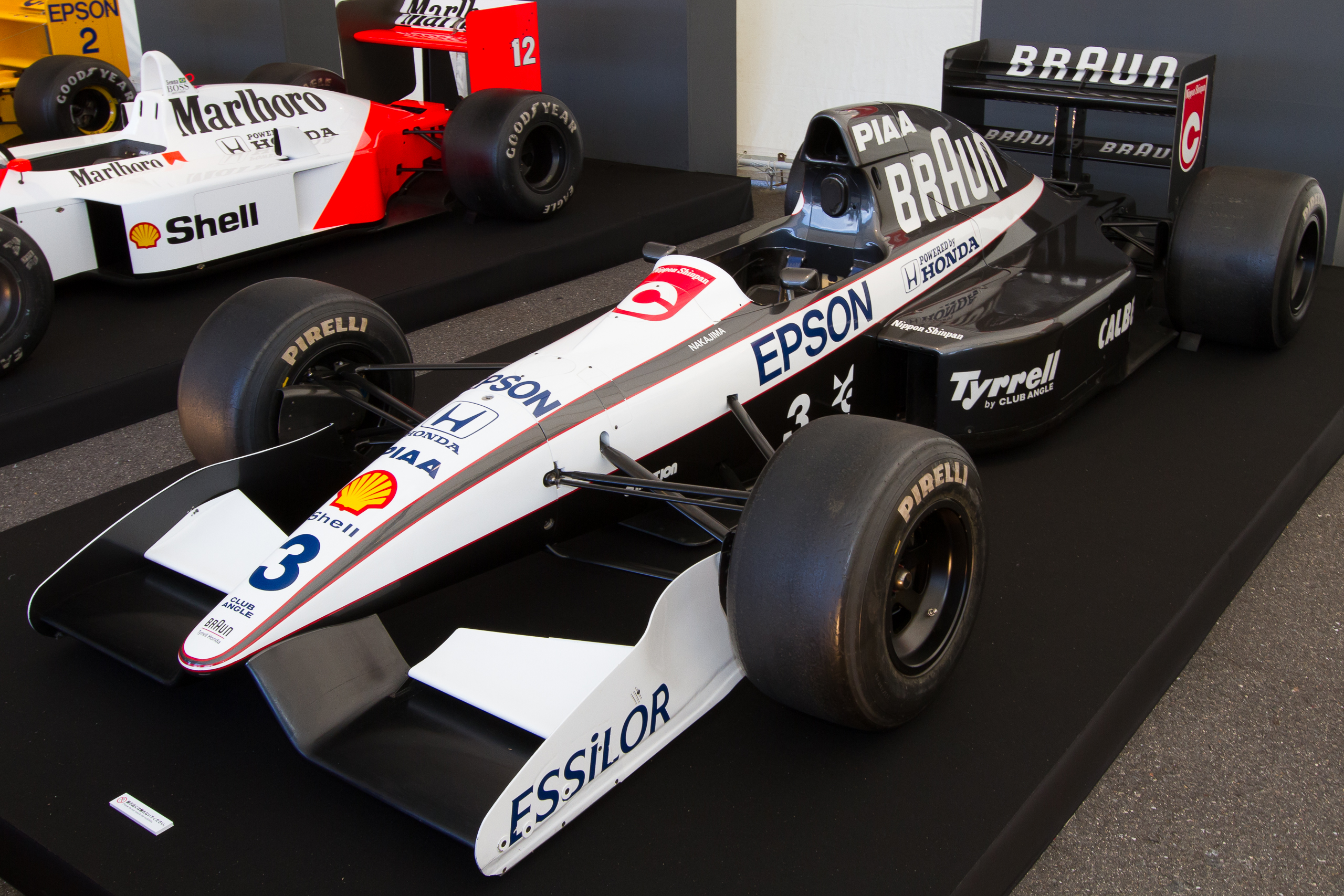
ティレル020・ホンダ

昨年に続きティレルでの参戦となった。マクラーレンに2年連続ダブルタイトルをもたらしたホンダV10エンジン（ホンダ・RA101E）がティレルに供給されることが決まり、前年以上の好成績を収めることが期待された。
開幕戦アメリカGPで5位入賞と幸先よくポイントを獲得し、第3戦サンマリノGPでは予選トップ10からスタートし、エンジントラブルでリタイヤするまで4位を走行するなど好調な面もあったが、シーズンが進むにつれてティレル・020の相対的な戦闘力は低下し、結局入賞はアメリカGPのみに終わった。
低迷の原因としては、フォード・コスワースDFR V8エンジンに比べ重くて大きいエンジンを積んだことからマシンバランスが悪化し、それを補うために導入された軽量トランスミッションが信頼性不足となり、トラブルが頻発した。また、V8のフォード・コスワース・HBエンジンを搭載するベネトンがピレリタイヤの開発を主導したため、重いホンダV10エンジンのパワーにマッチしたタイヤを手に入れられなかった。さらに、シーズン序盤にデザイナーであるハーベイ・ポスルスウェイトがチームを離脱したため、マシン熟成作業が遅々として進まなかったことも挙げられる。
また、5シーズン目の中嶋自身も体力と視力の衰えに悩んでおり、第9戦のドイツGPにて、このシーズンを最後に引退することを発表した。前年のモナコGPでアレジが重いステアリングをねじ伏せながら縁石を乗り越えて上位を走るのを見て、もう自分の出番ではないと思ったという。本当は1990年一杯で止めようと思っていたが、ホンダV10の供給が決まるなど、周りが止めさせてくれない雰囲気があったので、もう1年頑張ることを決めたと述べている。なお、引退発表直後に行われたドイツGP予選では、このシーズンで唯一チームメイトのステファノ・モデナより速い予選通過タイムを記録した。
その年の日本GPが行われた鈴鹿サーキットは「中嶋の母国ラストラン」を見届けようとする観衆で中嶋一色に染まり、日の丸とともに「ありがとう中嶋」などの横断幕がサーキットを埋めた。予選では中位に終わったものの最後の鈴鹿で念願の表彰台が期待されたが、スタート失敗から7位まで追い上げたところで、フロントサスペンションのトラブルによりS字を直進しクラッシュしてリタイアという結果に終わった。マシンを降りた中嶋は20万人を超すファンに手を振りながらピットへ戻った。後に「次にオーストラリアGPがあったけど、自分としてはここで（気持ちが）終わってたかな」と語っている。
引退レースとなった最終戦のオーストラリアGPは、くしくも4位入賞・ファステストラップを記録した2年前と同じ、雨のアデレード市街地サーキットとなり期待をさせたが、レース序盤にリアをスライドさせてマシンがコンクリートウォールにヒット。26台中最初のリタイヤとなり、レース活動を終えた。なおF1からの引退であるとともにレーシング・ドライバーからの完全引退であった。
- マシン：ティレル 020・ホンダ
- チームメイト：ステファノ・モデナ
- 獲得ポイント：2
- 最高位：5位（アメリカGP）
- 第2回（1991年度）スポーツ功労者文部大臣表彰受賞

## ドライビング

### 「雨のナカジマ」
日本国内の各選手権で活躍していたころから雨のレースを得意とし、ファンから「雨のナカジマ」と呼ばれていた。
FL500で走っていた1975年、エンジンチューナー松浦賢が中嶋の走りに注目し、最終戦JAFグランプリでF2ドライバーの藤田直廣に「あいつ（中嶋）のS字の走りをチェックしてくれ」と依頼。中嶋が1300ccと2000ccに乗り始めた初期から走りを知る藤田は「マシンコントロールは最初から上手いなと思ったけど、雨の中はとにかく何に乗っけても速かった。あいつに体力があったらレース運びももっとうまくできただろうね」とウェット路面での能力を述べている。
FJ1300時代中嶋車を担当したノバ・エンジニアリングの沢島武は中嶋のマシンコントロール能力の高さが雨での速さの要因だと見ており、「シビアな車に仕立て上げた時ほど力を発揮した。敏感な車の扱いは特に優れていた」と評している。
F1にデビューした1987年は雨のセッションが2回ほどしかなかったが、2シーズン目の1988年ベルギーGPでは予選1日目が大雨となり、「ドライバーズサーキット」と言われるスパ・フランコルシャンでセッション2位のタイムを記録した。
ロータスでの最後のレースとなった、1989年の最終戦オーストラリアGP（アデレード市街地コース）では、予選に失敗し23番グリッドからのスタートとなったものの、大雨に見舞われチャンピオン争いを行うセナや1987年のワールドチャンピオンのピケなど多くの選手がクラッシュ。最悪のコンディションの中、戦闘力の劣るロータス・101で上位のマシンを次々と抜き去り、日本人ドライバーとして初の、そしてチーム・ロータスとしては最後のファステストラップを記録。残り10周を切った時点で、3番手を走るウィリアムズ・ルノーのリカルド・パトレーゼの直後に迫り、日本人F1ドライバー初の表彰台を期待されたが、エンジンの電気系統のトラブルで抜くことができず、また2時間ルール規定にも阻まれた結果4位での完走であったがレース後、中嶋は担当エンジニアのティム・デンシャムと抱擁した。
後年のインタビューで「なぜ雨のレースが得意なんですか?」との問いに「雨だと車が滑るけど、その分ハンドルが軽くなって操縦しやすくなるから、腕力が無い自分にとって雨のレースはチャンスだった」と答えている。毒舌で有名なイギリスBBCの名物解説者であり、それまで中嶋に対して高評価を与えたことのなかった元ワールドチャンピオンのジェームス・ハントは、後の1991年シーズン前に「（パフォーマンスの高いホンダエンジンを搭載したマシンをドライブしても）中嶋が表彰台に立てるはずがない」とこき下ろしたものの「だが、全戦が雨で開催されるなら、話は変わってくる」とも語った。
その後の1991年のサンマリノグランプリでは予選2日目が雨となり、タイムアップが見込めない中で決勝を想定しての予選となったが、そこで4番手のタイムを記録。決勝では上位が潰れる中、予選10位より一時4番手まで順位を上げ、マクラーレンのセナ、ベルガー及び3番手を走るステファノ・モデナと共にホンダエンジン搭載車が1位から4位独占かというところで駆動系トラブルによりリタイヤしたが、このときもレース前半はウエットコンディションであった。

### 評価
「スキルはあるが体力が無い」という主旨の発言をしたF1関係者は複数存在した。
ハーベイ・ポスルスウェイト
1991年当時直線とシケインで構成されていたドイツ・ホッケンハイムリンクでの予選（ドライ）でこの年初めてチームメイトのステファノ・モデナを上回った際、当時ティレルのテクニカルディレクターであったハーベイ・ポスルスウェイトは
| 「 | 直線で一息入れられるサーキットではナカジマは速い | 」 |

また予選での走りを課題と指摘し、
| 「 | サトルは予選ではそれほどでもない。ところが決勝レースになれば、特に後半になればなるほどラップタイムがジャン（アレジ）と同じになるほど速くなる。マシンとタイヤを労わって走りレース運びがプロフェッショナルだ。だから予選でしくじって20番くらいになって、決勝でゴボウ抜きしても驚きはしない。彼にその能力があるのはわかっている。予選で4列目や5列目付近だと決勝で思わぬことに巻き込まれるから予選をこれからもっと頑張ってほしい。 | 」 |

ジェームス・ハント
イギリスBBCの解説者ジェームス・ハントはF1デビュー時の中嶋を低評価していたが、
| 「 | 1989年の雨のアデレードでのナカジマの走りは素晴らしかった。勇気とスキルが無ければああは走れない。それで感銘を受けて以後注意深く彼の走りを観察して感じたのは、彼には繊細なテクニックがあってもF1のワイドタイヤを振り回すだけの腕力が無いということに気付いた。実際に先日彼に直接話したら、彼はたどたどしい英語で丁寧にそのことを話してくれたよ。問題は腕力だ。 | 」 |

ネルソン・ピケ
ロータスで2年間チームメイトだったネルソン・ピケも近い見解を示しており、
| 「 | サトルはフィジカル・トレーニングもだいぶやっていたようだけど、F1のコーナリングスピードは年々速くなっているから肉体的にもずっと辛い思いをしてたんじゃないか。サトルは好きなサーキットがハッキリしているタイプなんだけど、ハードなブレーキングを必要としないサーキットではスムーズでとても良い走りをするよ。 | 」 |

と述べ、また長所も挙げて走りを評価している。
| 「 | サトルの走りは決して悪くない。みんなが思ってるよりずっとうまい。1988年には中低速コーナーじゃ僕の方が速いけど、高速コーナーはサトルの方が速かったくらいだ。1987年に彼だけ全戦で車載カメラが付けられてたのが不幸だった。あのカメラに彼のアクシデントはすべて映っていてリプレイされたからつまらない事故を起こす印象が残ってしまったんだよ。 | 」 |

また、ピケは元ホンダF1監督の中村良夫のインタビューに対しても
| 「 | 中嶋はとても速いドライバーです。必要なのは、サーキットを早く覚えることです。サーキットを完全に把握するのにちょっと時間がかかる気がしますね。もし予選を、決勝が終わったあとの月曜日にもう一度やったら彼はすごく速くなっていると思います。 | 」 |

- このほか、当時の実況担当であった古舘伊知郎からはその粘り強い走りから「納豆走法」と命名され、解説者の今宮純からは、「しなやか走法」と命名されていた。中嶋自身はこの「納豆走法」というネーミングはあまり好きではないと言い、「俺は納豆より甘納豆の方が好きだからそっちにしてよ（笑）」と述べていた[33]。

マシンの開発能力及びセッティング能力が高いと評する発言も複数みられた。
ケン・ティレル
ティレルチームで多くのドライバーを見てきたケン・ティレルは、
| 「 | ティレル・019でジャン・アレジが大活躍できたのはサトルが開幕前にピレリタイヤの選択に汗を流して完璧な選択をしておいてくれたからだ。フルタンク走行でテストを繰り返してマシンの状態を分析し、どこをどう変えたらよいか、どこまでが可能か、それを英語ですべて伝えることができる。ピレリの連中もサトルの仕事にとても感謝していた。彼の功績は大きい。 | 」 |

ジョアン・ビラデルプラット
ティレルのチーフエンジニアとして中嶋を知るジョアン・ビラデルプラットは中嶋の能力を語り、
| 「 | 日本人ドライバーと仕事するのは初めてだったので最初は不安だったが、彼のレーシングマシンに対する経験値と感覚の細やかさは頼りにしている。ティレル019は彼が造ったマシンと言ってもいい。イモラ・サーキットでシェイクダウンから3日間一つの文句も言わずに淡々とロングランを走り続けて、ほとんどすべての問題点を明らかにしてくれた。レースディスタンスのテストで決めたタイムで走る能力が優れている。 | 」 |

## 引退後
F1からの引退とともにレーシングドライバーとしての活動も完全に引退。後に「自分がやりたいことはF1だったから。そのF1に乗れるような身体（体力）ではなくなって、きっぱりと辞めたんだ」と語っている。引退した時点では本人曰く「これからの人生何しようかって、全然腹が決まってなかった」が、スポンサーへの挨拶回りをしているうちに自分のチームを本格的に持つ意識が固まったという。その結果、翌年より全日本F3000選手権→フォーミュラ・ニッポン→スーパーフォーミュラや全日本GT選手権→SUPER GTなどに参戦する自身のチーム「ナカジマレーシング」の監督として現場を率いた（詳しくは中嶋企画の項を参照）。
同チームは、野田英樹、中野信治、高木虎之介、桧井保孝、松田次生、小暮卓史、トム・コロネル、ラルフ・ファーマン、アンドレ・ロッテラー、ロイック・デュバル、武藤英紀、松浦孝亮、牧野任祐、アレックス・パロウ、大湯都史樹といったドライバーを輩出するなど、若手ドライバーの登用に積極的である。
また鈴鹿サーキットレーシングスクール（「SRS-K」、「SRS-F」）の校長を開校（1993年）から2018年まで務め、これまで佐藤琢磨、松田次生、松浦孝亮、武藤英紀、大湯都史樹らを同スクールより送り出した、また、2016年に行われたホンダのスカラシップ選考会において、次点となって選考から漏れた角田裕毅の走りに着目し、校長の中嶋が推薦した事で角田はホンダのバックアップを受けてFIA-F4へフル参戦、以降もステップアップを続け、後に日本人10人目のF1ドライバーとなった。
2004年に日本レースプロモーション（JRP）の会長に就任、観客数が低迷していたフォーミュラ・ニッポン（現スーパーフォーミュラ）の立て直しにも尽力した。2023年4月、近藤真彦に後を譲り退任した。同年にはスーパーフォーミュラのチーム監督も伊沢拓也に譲り、自らは「総監督」として一歩引いた形となっている。
ホンダや鈴鹿サーキットのファン感謝デー、JAFグランプリ併催の「レジェンドカップ」などでたびたびデモランやエキシビションレースに参加し往年の腕前の一端を見せている。

## メーカーとの関係
フォーミュラカーではホンダとの強い結びつきがイメージされるが、ワークス契約はしておらず、プロレーサーとしてホンダ一辺倒だったわけではない。
デビュー当初は、マツダ系ディーラーの碧南マツダの支援を受け、ファミリアやサバンナRX-3などで多くのレースに参戦しており、富士GCにおいてもマツダエンジンを使用していた。また、全日本F2でホンダのワークスエンジンの供給を受け参戦するのと並行して、ロータスから技術供給、および資本提携していたトヨタがF1参戦の可能性があったこともあり、1980年のフォーミュラ・パシフィック（FP）やその後のル・マン24時間レース・WEC-JAPANなどでは、トヨタ系のマシンを数多くドライブしている。
一方で日産との関係は薄く、1979年のFPで星野一義の代役として1戦のみ出場した程度である。一説にはこのFP参戦時に長谷見昌弘とチームオーダーの件で対立し、それが中嶋から日産を遠ざけた一因といわれている。しかし、中嶋本人は『ホリデーオート』誌上でフェアレディZを思い出に残る車にあげている（そのほか、引退した翌年にゲスト出演した「さんまのまんま」でもフェアレディZが愛車であったと語っている）。

## スポンサー
- EPSON（セイコーエプソン、エプソン販売）

販売拡大とブランドイメージ向上を図るため、セイコーエプソンは新たな広報活動として1983年に全日本F2に参戦するハラダレーシングのメインスポンサーとなった。この時、中嶋がチームに加入し、速くてマシンを壊さない中嶋のドライビングスタイルが商品と重なるとして、翌年より中嶋（及び中嶋企画）を支援することになった。なお、ハラダレーシングは1シーズンで全日本F2から撤退している。
1987年には中嶋のF1参戦に伴いパーソナルスポンサーとしてF1に参入。1988年から1991年には中嶋の所属チーム（ロータス、ティレル）のスポンサーとしての活動も展開した。この時期に制作された中嶋を起用したテレビCMで「F1=中嶋=EPSON」という印象が広く世間に浸透。当時のF1ブームも重なり企業イメージと知名度が飛躍的に向上した。
中嶋の現役引退後も中嶋企画（ナカジマレーシング）への支援を継続。2000年から子会社のエプソン販売にスポンサー活動が引き継がれたが、変わらぬ支援体制が続いている。2004年よりSUPER GTに「EPSON NAKAJIMA RACING」として参戦。その年のマシンカラーを一般に公募するイベントを行うなど積極的な活動を行っていたが、2018年限りでメインスポンサーは撤退しサブスポンサーとなっている。スーパーフォーミュラではサブスポンサーとしてマシンにロゴが貼られている。※参考資料 - 『Racing On』（ニューズ出版） 2007年10月号・特集「中嶋悟」
- PIAA

1986年に当時はまだ珍しかった海外レース（国際F3000）に挑戦する中嶋のスポンサーとなる。翌年F1にステップアップした中嶋への支援は1988年から再開され、1989年から1991年にはEPSONと同様に所属チームのロータスとティレルのスポンサーも務めた。
国内では、1989年から全日本F3000とJTCCに白黒のPIAAカラーで中嶋企画が参戦。以降、PIAAカラーは中嶋企画にとってお馴染みのカラーリングとなり、EPSONと共に中嶋の長年のパートナーとして広く認識される存在であった。
2009年をもって中嶋企画のスポンサーから撤退したが、2012年より支援を再開している。
- ホンダ

1981年、生沢徹が率いるi&iレーシング在籍時、全日本F2に復帰したばかりのホンダエンジンでシーズンを戦った。それ以前から非力なマシンで上位を喰う走りをみせていたが、ホンダエンジン搭載によるマシンの戦闘能力の向上もあり、中嶋は初の全日本F2チャンピオンに輝いた。
その走りと開発能力に着目したホンダは、中嶋の独立後もエンジン供給を約束。国内のF1テストドライバーにも抜擢し、1986年の国際F3000参戦も支援。これが翌年からのF1参戦に繋がった。
F1引退後もナカジマレーシングにマシンやエンジンを供給するなど良好な関係が続いている。

## 家族
あけみ夫人との間に長男・中嶋一貴と次男・中嶋大祐の2人の子供を授かり、共にレーシングドライバーとなった。一貴は、2007年から2009年までウイリアムズからF1に参戦した。大祐は、2019年シーズンをもってレース界から引退、一貴も2021年を最後に現役レーサーとしての活動を退いた。

## 歌手デビュー
F1ブームが頂点に達した1990年11月21日、キティレコーズ（現 ユニバーサルミュージック）から「悲しき水中翼船」で歌手デビュー。作詞・作曲・プロデュースは東京バナナボーイズ。
中嶋本人は歌うことに抵抗があったが、スポンサーであるEPSONのCMソングであったことと、テレビ番組など人前で歌わないことを条件に承諾したという。また、レコーディング直前まで自身が歌うことを知らされず、「僕は前もって言われると考えちゃってほとんど“NO”って言っちゃうんだよ。そのことをマネージャーが知っているから、直前まで隠したんだよね」と、『F1ポールポジション』（フジテレビ）に出演した際に語っていた。
折からのF1ブームや話題性、テレビCMでの大量オンエアもあり、多くのプロの歌手を押しのけオリコンで最高28位にランクインするスマッシュヒットとなった。

### シングル
- 悲しき水中翼船（1990年11月21日発売、最高位：オリコン28位）

### アルバム
- SATORU NAKAJIMA（1991年11月25日発売、最高位：オリコン14位）

中嶋の引退を記念して発売されたコンピレーション・アルバム。中嶋のモノローグとEPSONのCMソングを収録。
- FOREVER SATORU NAKAJIMA 1991 F-1 JAPANESE GP（1991年12月15日発売、最高位：オリコン69位）

1991年のF1日本グランプリの「Pit-FM」実況（サーキットの場内FM放送）の他、1887年から1990年の日本グランプリの「Pit-FM」実況のダイジェストやホンダV10エンジンのエキゾーストノートなどを収録したアルバム。

## エピソード
- 中嶋が先鞭をつけたことにより、これまで数多くの日本人レーサーがF1に参戦しているが、参戦した年すべてでポイントを獲得しているのは中嶋悟と角田裕毅の2人だけである。
- 1986年から1991年の引退まで、日本の自動車雑誌『カーグラフィック』に連載を持っていた。その後この連載は単行本化された。
- 1987年の開幕前のテストで、ロータスのエースでチームメイトとなったアイルトン・セナがロータス・99Tを初テストした時、ホンダエンジン初経験であるセナが、それまでのルノーエンジンには無かった音を感知して「エンジンから異常な振動がする」とチームスタッフに訴えた。それを知った中嶋は、同じマシンでコースを1周すると「いや、これでいいんだ」と言った。セナは、長くホンダのテストドライバーだった中嶋のその言葉に納得し、ドライブを続けたという。
- 参戦初年度の1987年にブラジルGP開催の直前、高価なダイバーズウォッチをつけて市内をジョギングをしたが、ジョギングから戻った後でホンダF1のスタッフから、「そんな高価な時計を身につけて街をジョギングするのはとても危険」ということを聞かされ、それ以降ブラジルでのジョギング時には時計をしなくなった。
- 1987年の『F1総集編』で、モナコGP開催直後（日曜日の夜）、モナコのホテルで行われたパーティーで「他のF1ドライバーはタキシードを着ているのに対し（ヨーロッパの文化に疎かったため）、中嶋だけがブレザーで出席してしまった」というエピソードが放送されたが、これは誤り。実際には、金曜日のパーティに中嶋はタキシードで出席しており、ヨーロッパ文化を知らなかったということは無い。しかし決勝レースでチームメイトのアイルトン・セナが優勝したため、優勝チームの一員として当初参加予定ではなかったレース後のパーティにも招かれたが、すでにセナと共にタキシードを含め荷物をパックした後で、仕方なくタキシード非着用で出席したというのが真相である。同パーティではF1解説者の今宮純もタキシード非着用（現地入りしてから招待を受けたためタキシードを用意しておらず、現地での入手もできなかった）だったため、その今宮の姿を見つけたセナと中嶋が助けを求めるかのように今宮のテーブルに移動してきたというエピソードもある[41]。
- 同じ年齢でロータス時代に中嶋のセッティング能力を高く評価していたネルソン・ピケは、中嶋がF1からの引退を発表した後に、「年も若いしまだやっていけると思うよ。俺が説得してこようか？」と話した。
- ティエリー・ブーツェンは、1992年の日本グランプリ前に鈴鹿での思い出をとのインタビューを受けたときに「マーチBMWで参戦した全日本F2。後ろからどんどん抜いて行って最終的に2位に入ったレースさ。ウイナーはナカサンだ。彼の完勝だったよ」と答えている。
  - このように日本国内F2時代の中嶋悟の速さを知るブーツェンは、「日本では全く歯が立たなかったのに、F1に来てからの彼はどうしてしまったんだろう」という趣旨の発言をしている。
- 国際F3000で同時期参戦していたガブリエル・タルキーニと、1986年エステルライヒリンクのレース終盤で表彰台をかけた争いとなり、タルキーニは厳しいブロックラインをとり続けた。結果中嶋より前の3位でゴールしたタルキーニは「中嶋は自分のブロックに対して怒ってるに違いない」と思いレース後、文句を言われることを想定しながら中嶋ピットへと謝りにいくと、中嶋は「君はいい走りをしてたよ」と讃える言葉を発した。タルキーニはこの対応にとても驚き、自分のブロック走行が恥ずかしく思えたという。1991年での中嶋引退を知ったタルキーニは「自分はナカジマサンのファンで、尊敬してます」と述べている[42]。
- ソース焼きそばと栗きんとんと中華料理が好物。レース期間中にピットでカップ焼きそばを食べることもあったという。英国誌では、中華レストランでテイクアウトを持ち帰る姿が紹介されていた。また、当時のマネージャーの話によると一週間ほどイギリスを離れる際、イギリスの自宅に買い置きしていた焼きそば2ダースが帰国後には、全てなくなっていたという程の焼きそば好きであるという。
- 趣味はドライブとゴルフ。現在に至るまで国内での移動は自身の運転で行い、愛車であるホンダ・レジェンドの年間走行距離が5万キロを超えることも珍しくないという。F1ドライバー時代のヨーロッパでも移動のほとんどを自らの運転で行っていた。ゴルフについては「僕がプロストに勝てるのはゴルフくらいかな」と語っている。当時のプロストのハンデは10だった[注釈 15]。レーシングドライバーを引退してからはゴルフ好きに磨きがかかり、息子の大祐曰く一年の2/3はゴルフ場に行っているという。
- 朝早く起きるのを苦手としており、F1時代移籍交渉の際は翌年予備予選の出走が課せられているチームとの交渉は全て避けていた。
- F1実況を担当していた古舘伊知郎は、中嶋の自家用車で東名高速道路を同乗させてもらった時のことを『F1ポールポジション』番組内で「F1ドライバーだから飛ばすのかなと思いきや、普通に運転していた」「でも、安定感が違う」と語っている。また、中嶋が引退後の1992年南アフリカGPでは中嶋がゲスト解説で中継に参加した時、コース下見を中嶋の運転する車で行い、「その時にタイヤがきしむ音がずっとしていたが、車の限界を解った上で走っているから音がしてても全然怖くない」とも語っていた。
- 古舘は上記同乗の時、一番印象深かったこととして、バックでの駐車を語っている。その際中嶋は、ドアを開けて確認したり、助手席のヘッドレストに手をかけ後ろを覗き込んだりすることなく、バックミラー・サイドミラーの位置を徹底的に調整していたという。1 - 2分程度かけて調整し終わると、ミラーだけを見て後退を開始。車は切り返しを行うことなく、一発で駐車スペースに真っすぐ入ったという。古舘は他でもないこの瞬間に「一流ドライバーの真骨頂を見た」と感動したという。
- ケン・ティレルが中嶋を評価していたエピソードとして、1991年の日本グランプリの話がある。グランプリが始まる前に中嶋がガレージに呼ばれると、そこには5台のティレル020が並んでいた。ケンは中嶋に「（最後の母国グランプリである）サトルのために用意した。さあ、好きなのに乗ってくれ!」と言いレースカーを選ばせたという。さらに引退後、そのマシンはケンから中嶋に直接プレゼントされた。潤沢とは言い切れない資金の中レースカーを5台用意したり、その1台を無償でプレゼントするのは、ケン・ティレルがどれだけ中嶋を気にいっていたかを示している。ケン・ティレルとの関係はその後も続き、中嶋の愛弟子だった高木虎之介のF1デビューもティレルが全面的にバックアップし、中嶋も「スポーティング・ディレクター」の肩書きでチームに参加した。
- 長年取材を受けてきたジャーナリスト・今宮純が2020年に死去したあとにNumber誌の取材を受け「純ちゃんは普通に話をできる数少ない相手でした。僕のことも含めて日本と世界のレースを世に知らしめ続けてくれて、本当にありがとう。」と今宮への感謝を語った[43]。

## 関連作品
- 海老沢泰久の小説『F2グランプリ』（1981年、1984年に東宝より映画化）に登場するドライバーの「中野英明（映画では中野訓）」は、中嶋をモデルとしている。

### 書籍
- レーサー入門　一流レーサーになるために　中嶋悟 著（1980年12月、交通タイムス社）
- 中嶋悟 俺だけの運転テクニック うまい!といわれる「中嶋流」とっておき操縦術（1987年10月、講談社）
- 中嶋悟のF1日記（1989年4月、二玄社）
- 中嶋悟 夢あるところに 中嶋悟・金子博 共著（1991年、CBSソニー出版）
- 帰らざる季節 中嶋悟 F1五年目の真実　吉井妙子著（1991年12月、文芸春秋）
- 中嶋悟全発言 オレの考え オレの生き方　中嶋悟+大和国男 著（1992年2月、リム出版）
- 中嶋悟のF1日記 PART2（1992年3月、二玄社）

自動車雑誌「カーグラフィック」に、国際F3000時代の1986年から、引退する1991年にかけて毎月連載された日記調の連載を単行本にしたもの。
- 中嶋悟「ぜんぶF1から教わった」 構成・高橋健二（1992年8月、マガジンハウス）
- 中嶋悟 運転の極意　美しく走りたい人へ（1993年3月、三推社・講談社）
- 中嶋悟の交通危機管理術（1994年7月、新潮社）ISBN：9784103980018
- 私の履歴書 日本経済新聞 （2021年11月[44]）
- いつかはF1 私の履歴書（2022年12月[45]、日本経済新聞出版） ISBN：9784296116096

### VHSビデオ
- 羽ばたけ世界に 中嶋悟 F3ノバトヨタ ヨーロッパに挑む（1992年9月、宝島社）
- THE STORY F-1パイロット 中嶋悟 （1992年、ポニーキャニオン/フジテレビ）※レーザーディスク版も発売
- 中嶋悟の実戦ドライビングテクニック（1993年11月、講談社ベストモータリング・ビデオスペシャル Vol.31）

### ゲームソフト
- 中嶋悟 F-1 HERO（1988年12月、任天堂ファミリーコンピュータ用、VARIE ）
- 中嶋悟 F-1 HERO 2（1991年9月、任天堂ファミリーコンピュータ用、VARIE ）
- 中嶋悟 F-1 HERO GB ワールドチャンピオンシップ'91 （1991年12月、任天堂ゲームボーイ用、VARIE ）
- 中嶋悟 F-1 GRAND PRIX（1991年12月、SEGAメガドライブ用、VARIE）
- 中嶋悟 F-1 HERO MD（1992年5月、SEGAメガドライブ用、VARIE）
- 中嶋悟 F-1HERO GB '92 The GRADED DRIVER（1992年8月、任天堂ゲームボーイ用、VARIE）
- 中嶋悟 F1 SUPER LICENCE （1992年12月、 SEGAメガドライブ用、VARIE ）
- 中嶋悟 SUPER F-1 HERO（1992年12月、任天堂スーパーファミコン用、VARIE ）
- 中嶋悟 F-1 HERO '94（1994年9月、任天堂スーパーファミコン用、VARIE ）

## CM
- 麒麟麦酒 キリンラガービール（1990年）[46]
- 久光製薬 エアーサロンパススパークリング (1990年)
- ポッカ 100%コーヒーキリマンジャロマイルドコーヒー、100%コーヒーキリマンジャロ(1992年〜1993年)
- EPSON
- 日本中央競馬会(JRA) (1996年、本木雅弘と共演）
- 本田技研工業 ホンダ・アコード(1992年)
- 日本信販(1991年)
- PIAA
- SCジョンソン　フッソコートグランプリ（1991年）

## レース戦績

### F1参戦前の経歴
- 1973年 鈴鹿シルバーカップ第1戦にマツダ・ファミリアクーペでレースデビュー、3位[47]。
- 1974年 鈴鹿シルバーカップ最終戦で初めてフォーミュラカー（FL500）参戦、6位。
- 1975年 FL500 チャンピオン（3勝）
- 1976年7月、鈴鹿ビッグジョン・トロフィーでビッグレース（2000cc）初参戦、4位。
- 1977年
  - FJ1300 チャンピオン（7勝, 7PP）
  - 全日本F2000選手権 フル参戦
  - 鈴鹿F2000選手権 参戦
- 1978年
  - 全日本F2選手権 参戦
  - 鈴鹿F2選手権 チャンピオン
  - イギリスF3選手権 参戦
- 1979年 - 富士グランチャンピオンレース チャンピオン
- 1981年
  - 全日本F2選手権 チャンピオン（2勝, 1PP）
  - 鈴鹿F2選手権 チャンピオン
  - 富士グランチャンピオンレース 7位
  - 全日本フォーミュラ・パシフィック選手権 2位（2勝, 4PP）
  - マカオグランプリ リタイア
- 1982年
  - 全日本F2選手権 チャンピオン（4勝, 1PP）
  - 鈴鹿F2選手権 チャンピオン
  - 富士グランチャンピオンレース 6位
  - ヨーロッパF2選手権 シリーズ13位（最高位2位）
- 1983年
  - 全日本F2選手権 シリーズ4位（2勝, 2PP）
  - 鈴鹿F2選手権 シリーズ2位
  - 富士グランチャンピオンレース 5位
- 1984年
  - 全日本F2選手権 チャンピオン（4勝, 6PP）
  - 鈴鹿F2選手権 チャンピオン
  - 富士グランチャンピオンレース 2位
- 1985年
  - 全日本F2選手権 チャンピオン（5勝, 6PP）
  - 鈴鹿F2選手権 チャンピオン
  - 富士グランチャンピオンレース 2位
- 1986年
  - 全日本F2選手権 チャンピオン（1勝, 5PP）
  - 鈴鹿F2選手権 シリーズ2位
  - 国際F3000選手権 シリーズ10位（最高位4位）
  - ル・マン24時間 リタイア

### 鈴鹿FL500
| 年     | チーム         | マシン                | 1     | 2       | 3       | 4      | 5     | 6      | 順位 | ポイント |
| ------ | -------------- | --------------------- | ----- | ------- | ------- | ------ | ----- | ------ | ---- | -------- |
| 1975年 | マルカサービス | ベルコ・97A/B         | SUZ 1 | SUZ Ret |         |        |       |        | 1位  |          |
| 1975年 | マルカサービス | ウェスト・759         |       |         | SUZ Ret | SUZ 11 | SUZ 1 | SUZ 1  | 1位  |          |
| 1976年 | マルカサービス | ウェスト・759         | SUZ 1 | SUZ 6   |         |        |       |        |      |          |
| 1976年 | マルカサービス | ウェスト・769         |       |         | SUZ 2   | SUZ    | SUZ   |        |      |          |
| 1976年 | マルカサービス | ルナ・ヌオーヴァ・TT1 |       |         |         |        |       | SUZ 18 |      |          |

### FJ1300
| 年     | チーム                        | マシン    | 1     | 2     | 3     | 4     | 5     | 6     | 7     | 順位 | ポイント |
| ------ | ----------------------------- | --------- | ----- | ----- | ----- | ----- | ----- | ----- | ----- | ---- | -------- |
| 1977年 | マルカ ノバ・エンジニアリング | ノバ・513 | SUZ 1 | FSW 1 | SUZ 1 | SUZ 1 | SUZ 1 | SUZ 1 | SUZ 1 | 1位  |          |

### 全日本F2000選手権,全日本F2選手権
| 年     | チーム                             | 1      | 2       | 3       | 4      | 5       | 6       | 7     | 8     | 順位 | ポイント  |
| ------ | ---------------------------------- | ------ | ------- | ------- | ------ | ------- | ------- | ----- | ----- | ---- | --------- |
| 1977年 | ヒーローズレーシング               | SUZ 4  | SUZ Ret | NIS     | SUZ 10 | FSW 5   | FSW 2   | SUZ 3 | SUZ 5 | 3位  | 52 (53)   |
| 1978年 | ヒーローズレーシング               | SUZ 3  | FSW 2   | SUZ 1   | SUZ 2  | SUZ 2   | NIS     | SUZ 2 |       | 3位  | 67        |
| 1979年 | i&iレーシング                      | SUZ 12 | NIS     | SUZ 11  | FSW 4  | SUZ 9   | SUZ Ret | SUZ 2 |       | 7位  | 48        |
| 1980年 | i&iレーシング                      | SUZ 1  | NIS     | SUZ 1   | SUZ 3  | C       | SUZ 6   | SUZ 6 |       | 3位  | 59        |
| 1981年 | i&iレーシング                      | SUZ 3  | SUZ 2   | SUZ 3   | SUZ 1  | SUZ 1   |         |       |       | 1位  | 79        |
| 1982年 | チーム・イクザワ                   | SUZ 1  | FSW 6   | SUZ 1   | SUZ 3  | SUZ 1   | SUZ 1   |       |       | 1位  | 80 (98)   |
| 1983年 | ハラダレーシングカンパニー         | SUZ 1  | FSW DSQ | NIS Ret | SUZ 4  | SUZ Ret | FSW 13  | SUZ 1 | SUZ 2 | 4位  | 65        |
| 1984年 | ヒーローズレーシング with Nakajima | SUZ 1  | FSW 3   | NIS Ret | SUZ 9  | SUZ 1   | FSW 2   | SUZ 1 | SUZ 1 | 1位  | 107 (109) |
| 1985年 | ヒーローズレーシング with Nakajima | SUZ 2  | FSW 1   | NIS 1   | SUZ 1  | SUZ 2   | FSW 2   | SUZ 1 | SUZ 1 | 1位  | 115 (145) |
| 1986年 | ヒーローズレーシング with Nakajima | SUZ 2  | FSW 2   | NIS 4   | SUZ 1  | SUZ 2   | FSW 3   | SUZ 2 | SUZ 4 | 1位  | 92 (112)  |

### イギリス・フォーミュラ3選手権

#### BPシリーズ (BARC / British Automobile Racing Club)
| 年     | チーム                 | シャーシ                      | エンジン | 1   | 2   | 3   | 4   | 5   | 6   | 7   | 8   | 9   | 10  | 11  | 12  | 13      | 14      | 15  | 16  | 17  | 順位 | Pts |
| ------ | ---------------------- | ----------------------------- | -------- | --- | --- | --- | --- | --- | --- | --- | --- | --- | --- | --- | --- | ------- | ------- | --- | --- | --- | ---- | --- |
| 1978年 | ノバ・エンジニアリング | ノバ・553(R13) ノバ・513(R14) | トヨタ   | THR | THR | BRH | OUL | DON | MON | MAR | THR | BRH | CAD | CAS | SIL | BRH Ret | DON DNS | SNE | MAR | THR | NC   | 0   |

#### Vandervellシリーズ (BRDC / British Racing Drivers'Club)
| 年     | チーム                 | シャーシ  | エンジン | 1   | 2   | 3   | 4   | 5       | 6       | 7       | 8   | 9   | 10  | 順位 | Pts |
| ------ | ---------------------- | --------- | -------- | --- | --- | --- | --- | ------- | ------- | ------- | --- | --- | --- | ---- | --- |
| 1978年 | ノバ・エンジニアリング | ノバ・513 | トヨタ   | SIL | SIL | SIL | OUL | MAR Ret | DON DNQ | SIL Ret | SIL | SIL | BRH | NC   | 0   |

### マカオグランプリ
| 年     | チーム                 | シャーシー/エンジン                | 予選 | レース1 | レース2 | 総合順位 |
| ------ | ---------------------- | ---------------------------------- | ---- | ------- | ------- | -------- |
| 1977年 | 不明の旗               | オスカー                           | 10位 | 位      | 位      | 4位      |
| 1979年 | Chowini's              | シェブロン・B40 トヨタ・2T-Gトムス | 14位 | 位      | 位      | 5位      |
| 1981年 | i&i Racing Development | マーチ・81A トヨタ・220P           | 7位  | 位      | 位      | Ret      |

### ヨーロッパ・フォーミュラ2選手権
| 年     | チーム       | シャーシ    | エンジン           | 1     | 2   | 3   | 4   | 5      | 6       | 7   | 8      | 9     | 10  | 11  | 12  | 13  | Pos. | Pts |
| ------ | ------------ | ----------- | ------------------ | ----- | --- | --- | --- | ------ | ------- | --- | ------ | ----- | --- | --- | --- | --- | ---- | --- |
| 1982年 | Team Ikuzawa | マーチ・812 | ホンダ BMW(R6のみ) | SIL 2 | HOC | THR | NÜR | MUG 15 | VAL Ret | PAU | SPA 13 | HOC 8 | DON | MAN | PER | MIS | 13位 | 6   |

### 国際F3000選手権
| 年     | チーム         | 1       | 2     | 3   | 4   | 5     | 6     | 7       | 8     | 9     | 10  | 11  | 順位 | ポイント |
| ------ | -------------- | ------- | ----- | --- | --- | ----- | ----- | ------- | ----- | ----- | --- | --- | ---- | -------- |
| 1986年 | チーム・ラルト | SIL Ret | VAL 5 | PAU | SPA | IMO 8 | MUG 5 | PER Ret | ZEL 4 | BIR 8 | BUG | JAR | 11位 | 7        |

### F1
| 年     | チーム   | シャシー | 1     | 2       | 3       | 4       | 5       | 6       | 7       | 8       | 9       | 10      | 11      | 12      | 13      | 14      | 15      | 16      | WDC  | ポイント |
| ------ | -------- | -------- | ----- | ------- | ------- | ------- | ------- | ------- | ------- | ------- | ------- | ------- | ------- | ------- | ------- | ------- | ------- | ------- | ---- | -------- |
| 1987年 | ロータス | 99T      | BRA 7 | SMR 6   | BEL 5   | MON 10  | DET Ret | FRA NC  | GBR 4   | GER Ret | HUN Ret | AUT 13  | ITA 11  | POR 8   | ESP 9   | MEX Ret | JPN 6   | AUS Ret | 12位 | 7        |
| 1988年 | ロータス | 100T     | BRA 6 | SMR 8   | MON DNQ | MEX Ret | CAN 11  | DET DNQ | FRA 7   | GBR 10  | GER 9   | HUN 7   | BEL Ret | ITA Ret | POR Ret | ESP Ret | JPN 7   | AUS Ret | 16位 | 1        |
| 1989年 | ロータス | 101      | BRA 8 | SMR NC  | MON DNQ | MEX Ret | USA Ret | CAN DNQ | FRA Ret | GBR 8   | GER Ret | HUN Ret | BEL DNQ | ITA 10  | POR 7   | ESP Ret | JPN Ret | AUS 4   | 21位 | 3        |
| 1990年 | ティレル | 018      | USA 6 | BRA 8   |         |         |         |         |         |         |         |         |         |         |         |         |         |         | 15位 | 3        |
| 1990年 | ティレル | 019      |       |         | SMR Ret | MON Ret | CAN 11  | MEX Ret | FRA Ret | GBR Ret | GER Ret | HUN Ret | BEL Ret | ITA 6   | POR DNS | ESP Ret | JPN 6   | AUS Ret | 15位 | 3        |
| 1991年 | ティレル | 020      | USA 5 | BRA Ret | SMR Ret | MON Ret | CAN 10  | MEX 12  | FRA Ret | GBR 8   | GER Ret | HUN 15  | BEL Ret | ITA Ret | POR 13  | ESP 17  | JPN Ret | AUS Ret | 15位 | 2        |

- 太字はポールポジション、斜字はファステストラップ。(key)

### ル・マン24時間レース
| 年     | チーム       | コ・ドライバー          | 使用車両             | クラス | ラップ数 | 順位 | クラス 順位 |
| ------ | ------------ | ----------------------- | -------------------- | ------ | -------- | ---- | ----------- |
| 1985年 | トムスチーム | 関谷正徳 星野薫         | トムス・85C-L-トヨタ | C1     | 330      | 12位 | 12位        |
| 1986年 | トムス       | 関谷正徳 ジェフ・リース | トムス・86C-L-トヨタ | C1     | 105      | DNF  | DNF         |

### 全日本耐久選手権
| 年     | 所属チーム | コ.ドライバー           | 使用車両               | タイヤ | クラス | 1   | 2     | 3   | 4   | 5   | 6   | 順位 | ポイント |
| ------ | ---------- | ----------------------- | ---------------------- | ------ | ------ | --- | ----- | --- | --- | --- | --- | ---- | -------- |
| 1984年 | トムス     | 松本恵二 関谷正徳       | トムス・84C/トヨタ     | B      | C1     | SUZ |       | SUZ | FSW |     |     | 位   |          |
| 1984年 | トムス     | 関谷正徳                | トムスG5・カローラTE71 | B      |        |     | TSU 1 |     |     |     |     | 位   |          |
| 1985年 | トムス     | 関谷正徳 鈴木利男       | トムス・84C/トヨタ     | B      | C1     | SUZ | FSW   |     |     |     |     | 位   |          |
| 1985年 | トムス     | 星野薫                  | トムス・85C/トヨタ     | B      | C1     |     |       | FSW | SUZ | FSW | FSW | 位   |          |
| 1986年 | トムス     | 関谷正徳 ジェフ・リース | トムス・85C/トヨタ     | B      | C1     | SUZ | FSW   |     |     |     |     | 位   |          |
| 1986年 | トムス     | 関谷正徳 ジェフ・リース | トムス・86C/トヨタ     | B      | C1     |     |       | FSW | SUZ | FSW | FSW | 位   |          |

### 全日本ツーリングカー選手権
| 年     | チーム | コ.ドライバー | 使用車両         | クラス | 1   | 2   | 3       | 4     | 5     | 順位 | ポイント |
| ------ | ------ | ------------- | ---------------- | ------ | --- | --- | ------- | ----- | ----- | ---- | -------- |
| 1985年 | 無限   | 中子修        | ホンダ・シビック | DIV.1  | SUG | TSU | NIS Ret | SUZ 1 | FSW 3 |      |          |